# Warhammer Fantasy Battle
Warhammer Fantasy Battle (WFB) byla stolní strategická tabletop hra s miniaturami vytvořená anglickou firmou Games Workshop. Vycházela v letech 1983 až 2015, kdy ji nahradil Warhammer: Age of Sigmar. WFB není pouze simulování fantasy bitev, součástí "wargamingu" je i modelaření a sběratelství. Kromě samotné hry totiž hráči vybírají, shromažďují a postupně barví své armády, či dokonce vytvářejí vlastní "konverze" originálních figurek. Každá armáda je tudíž jedinečná. V jedné hře se může utkat jak několik desítek modelů, tak ohromné armády čítající stovky modelů.
Hra:
Hra je rozdělena na jednotlivé tahy, každé kolo táhne každý hráč jednou. Tah se skládá ze tří jednotlivých fází: Pohybové, Útočné a Kouzelnické. V pohybové fázi může člověk se svými figurkami hýbat po herní ploše, kterou prakticky znázorňuje stůl k tomu určený (podle údajů k miniatuře), v útočné může útočit na ostatní armády, monstra, atd.; a to jak na blízko (mečem, válečnou sekyrou, atd.), tak na dálku (lukem, kuší, kanónem, mušketou, atd.) a v kouzelnické používají šamani, kouzelníci a čarodějové různá kouzla.
První edice WFB byla vydána v roce 1983. Výraznějšího rozšíření se WFB dočkala až s vydáním třetí edice v roce 1987. Počet stran (armád, ras), za které je možno hrát, se během 25 let existence WFB nakonec ustálil na úctyhodném počtu šestnácti; některé armády časem zanikly pro malou hráčskou popularitu (jmenovitě na keltských mýtech založení Famirové, rusko-polsky ladění jezdci z Kisleva, vikinští nájezdníci z Norsky a zkorumpované otrokářské armády Trpaslíků chaosu).
Mezi těchto šestnáct ras patří zejména zástupci klasických fantasy ras anebo zástupci ras vytvořených teprve pro účely WFB, které ale mezi fanoušky fantasy rychle zlidověly (např. Skaveni): 
- High Elves (Vznešení Elfové) – Mocní, rychlí a chytří válečníci a mistři v magii.
- Dark Elves (Temní Elfové)– Odpadlí příbuzní vznešených elfů, žijící na severu. Zrádci, otrokáři, korzáři a lháři.
- Wood Elves (Lesní Elfové) – Dříve vznešení elfové, kteří se odmítli vrátit zpět do Ulthuanu. Zabydleli se v lese Loren, sžili s lesními duchy a tak se stali součástí této podivné říše.
- Dwarfs (Trpaslíci)- Armáda malých humanoidů, známých pro své válečné stroje.
- Vampire Counts - Armáda nemrtvých "upířích šlechticů", kteří pustoší celou zemi. Mezi jejich jednotky patří i zombie a duchové.
- Tomb Kings - Armáda "mumií" z jihu, kteří pouze ochraňují své území.
- Empire - Armáda lidí ve stylu Německa v 16. století, proslulá svou pevnou vírou v boha-ochránce Sigmara a střelným prachem.
- Bretonnia - Armáda gotických rytířů (lidí), kteří jakoby zrovna vstali od Kruhového stolu.
- Orcs & Goblins - Tato rasa brutálních válečníku s typicky zelenou kůží žije pouze pro jednu věc, a to pro boj a válku. Nejsou příliš chytří, ale jejich síla spočívá spíše v kvantitě. Orci a goblini jsou kočovným národem, který cestuje z bitvy do bitvy a nikde se dlouze neusídlí. Každý klan vede největší ork, takzvaný Warboss.
- Ogre Kingdoms – Zlobři, velcí, neuvěřitelně silní a brutální bojovníci, kteří se objevují jak pod mocí Impéria, i Chaosu, tak pod mocí "Království Goldtootha", obrovského zlobra, zručného diplomata (na rozdíl od ostatních zlobrů), který spojil všechny zlobří kmeny dohromady a vytvořil tak království, které je životaschopné a relativně prosperující díky zákazu napadání obchodních karavan.
- Lizardmen Velmi stará rasa ještěrčích lidí, poddaní již téměř zaniklých Slannů. Jejich síla spočívá v obrovských ochočených ještěrech a v tom, že nemusí jíst, pít, odpočívat, ani se rozmnožovat, plus většinou necítí bolest.
- Skaven – Zákeřní a obávaní zmutovaní kříženci lidí a krys, stylizovaní do steampunku.

Za nejzápornější jsou bezesporu považovány armády Chaosu, poznamenané toxickou látkou chaotit a vedené svými šílenými bohy, kteří se snaží o ovládnutí celého světa Warhammeru:
- Válečníci Chaosu (Warriors of Chaos)
- Démoni Chaosu (Daemons of Chaos)
- Górové (Bestie) Chaosu (Beastmen)

Svět Warhammeru je temný a ponurý, kde každá výhra jen znamená prodloužení agónie a odsunutí nevyhnutelné porážky, útoky Chaosu jsou stále silnější a prodleva mezi nimi se neustále zkracuje (čili ideální prostředí pro nikdy nekončící hráčské bitvy).
Ve stejném prostředí se odehrává ještě řada jiných her, jako například Warmaster, Mordheim či BloodBowl.

## Knihy z prostředí Warhammer
Tituly knih Warhammer, které již vyšly v češtině:
- Démonova Kletba (Dan Abnett a Mike Lee; překlad Leona Malčíková; obálka Clint Langley; vyšlo 2. 10. 2007)
- Krvavá Bouře (Dan Abnett a Mike Lee; překlad Leona Malčíková; obálka Clint Langley; vyšlo 29. 4. 2008)
- Gileadova Krev (Dan Abnett a Nik Vincent; překlad Štěpán Hlavsa; obálka Paul Dainton; vyšlo 8. 11. 2006)
- Ulrikova Kladiva (Dan Abnett, Nik Vincent, James Wallis; překlad Michal Toman; obálka Martin Hanford; vyšlo 2002)
- Jízda Mrtvých (Dan Abnett; překlad Barbora Matoušková, Štěpán Hlavsa; obálka Adrian Smith; vyšlo 3. 10. 2005)
- Smrtící Náklad (Dan Abnett; překlad Leona Malčíková; obálka Wayne England; vyšlo 6. 2. 2008)
- Konrad (David Ferring; překlad Martin Bodlák; obálka Karl Kopinski; vyšlo 2004)
- Plémě Stínů (David Ferring; překlad Barbora Matoušková; obálka Karl Kopinski; vyšlo 2004)
- Válečný Břit (David Ferring; překlad Barbora Matoušková; obálka Karl Kopinski; vyšlo 27. 4. 2005)
- Zabíječ Trolů (William King; překlad Barbora Matoušková, Tomáš Petružela; obálka John Gravato; vyšlo 2000)
- Zabíječ Skavenů (William King; překlad Drahomíra Šmerglová; obálka John Gravato; vyšlo 2000)
- Zabíječ Démonů (William King; překlad Barbora Matoušková; obálka John Gravato; vyšlo 2001)
- Zabíječ Draků (William King; překlad Leona Malčíková; obálka John Gravato; vyšlo 2001)
- Zabíječ Bestií (William King; překlad Barbora Matoušková; obálka Adrian Smith; vyšlo 2002)
- Zabíječ Upírů (William King;)
- Zabíječ Obrů (William King; překlad Leona Malčíková; obálka Geoff Taylor; vyšlo 2003)
- Zabíječ Orků (Nathan Long; překlad Leona Malčíková; obálka Geoff Taylor; vyšlo 28. 3. 2007)
- Zabíječ Lidí (Nathan Long; překlad Leona Malčíková; obálka Geoff Taylor; vyšlo 2. 12. 2008)
- Hvězda Erengradu (Neil McIntosh; překlad Štěpán Hlavsa; obálka Martin Hanford; vyšlo 3. 5. 2006)
- Nákaza Zla (Neil McIntosh; překlad Štěpán Hlavsa; obálka Clint Langley; vyšlo 12. 10 2006)
- Strážci Plamene (Neil McIntosh; překlad Štěpán Hlavsa; obálka Geoff Taylor; vyšlo 26. 4. 2007)
- Spáry Chaosu (Gav Thorpe; překlad Leona Malčíková; obálka Adrian Smith; vyšlo 2004)
- Čepele Chaosu (Gav Thorpe; překlad Leona Malčíková; obálka Paul Dainton; vyšlo 30. 3. 2005)
- Srdce Chaosu (Gav Thorpe; překlad Leona Malčíková; obálka Paul Dainton; vyšlo 1. 11. 2005)
- Vlčí Jezdci (William King, Sandy Mitchell, Brian Craig, Ralph T. Castle, Jack Yeovil, Pete Garratt, Simon Ounsley; obálka Paul Bonner)
- Rytíři Cti (Robert Earl, C. L. Werner, Gav Thorpe, Brian Craig, Ian Winterton, Ben Chessell, Gordon Rennie, Jonathan Green, Neil Rutledge, Neil Jones; překlad Radek Mandovec; obálka Martin Hanford; vyšlo 4. 11. 2008)
- Říše Chaosu (Gav Thorpe, Jonathan Green, Ben Chessell, Andy Jones, Rjurik Davidson, Chris Pramas, Rani Kellock, Mark Brendan; vybrali Marc Gascoigne, Andy Jones; překlad Barbora Matoušková; obálka Martin Hanford; vyšlo 2003)
- Drachenfels (Jack Yeovil; překlad Leona Malčíková; obálka Martin Handford; vyšlo 2002)
- Genevieve Nemrtvá (Jack Yeovil; překlad Leona Malčíková; obálka Adrian Smith; vyšlo 2003)
- Bestie v Sametu (Jack Yeovil; překlad Leona Malčíková; obálka Martin Handford; vyšlo 2004)
- Valnirova zhouba (Nathan Long; překlad Radek Mandovec; obálka Christer Sween; vyšlo 12. 5. 2009)
- Nositel zášti (Gav Thorpe; překlad Leona Malčíková; obálka Adrian Smith; vyšlo 30. 5. 2006)
- Skarsnik (Guy Haley; překlad Radek Mandlovec; obálka Adrian Smith; vyšlo 23. 2. 2014)